# David Bromberg

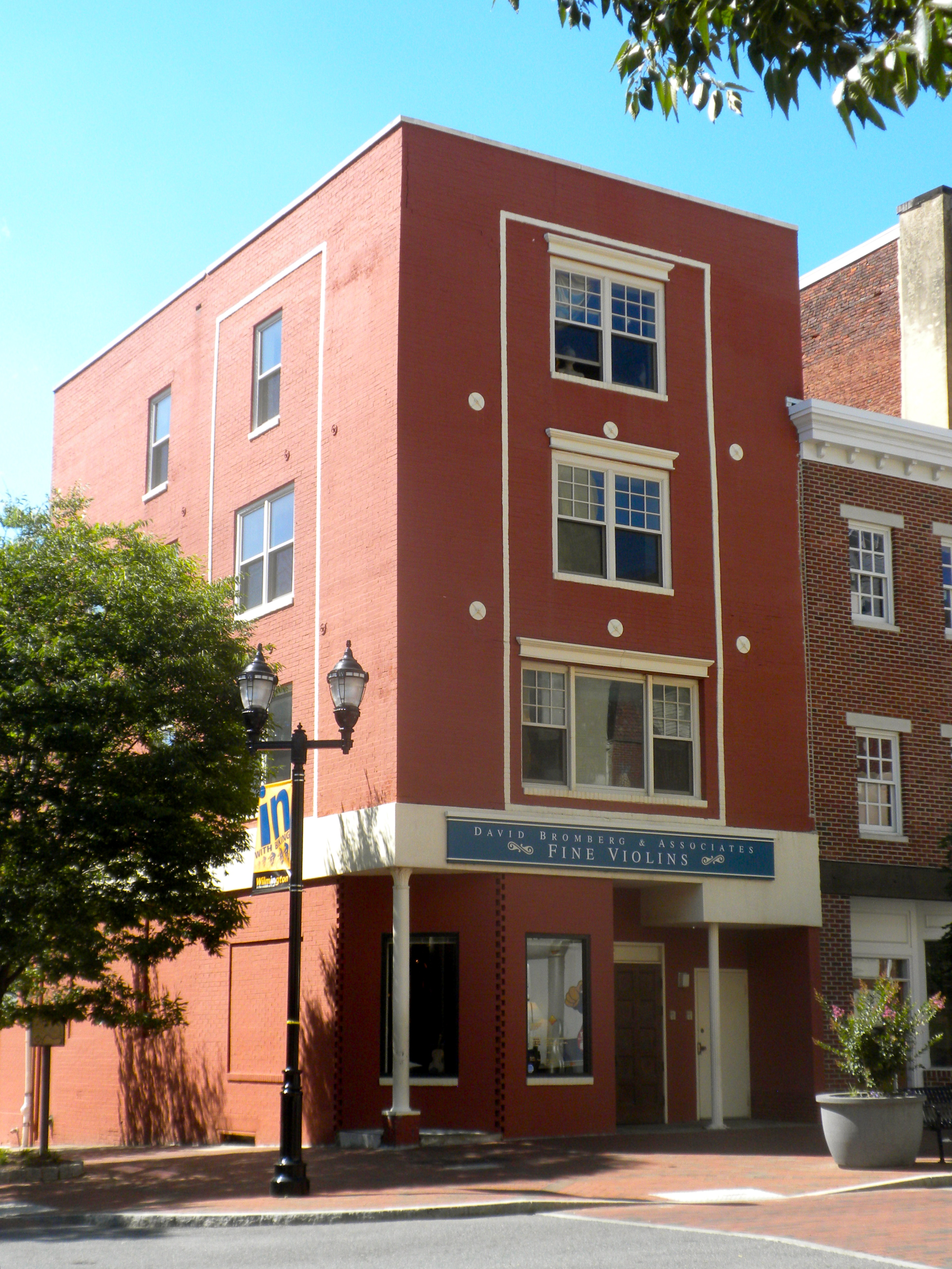
David Bromberg y Associates Fine Violins

David Bromberg (Filadelfia, Pensilvania, 19 de septiembre de 1945) es un músico y compositor estadounidense. Como multiinstrumentista, Bromberg toca instrumentos variados, como la guitarra, el violín, el dobro y la mandolina, y su música abarca géneros musicales como el folk, el country, el blues, el jazz y el rock and roll.
Bromberg ha tocado como músico de sesión con artistas como Jerry Jeff Walker, Willie Nelson, Jorma Kaukonen, Jerry Garcia, George Harrison, Rusty Evans y Bob Dylan, entre otros. En 2008 fue nominado a un premio Grammy.

## Biografía
Bromberg nació en Filadelfia, Pensilvania, el 19 de septiembre de 1945 y creció en Tarrytown, Nueva York. En los años 60, acudió a la Universidad de Columbia, y estudió clases de guitarra con Reverend Gary Davis.
Competente con el violín, con varios estilos de guitarra acústica y eléctrica, pedal steel guitar y dobro, Bromberg comenzó a publicar álbumes a comienzos de la década de 1970 en Columbia Records. En 1973, tocó la mandolina, el dobro y la guitarra eléctrica en el álbum de Jonathan Edwards Have a Good Time.
Bromberg publicó su primer álbum de estudio desde los años 90 en 2007, con Try Me One More Time, en Appleseed Recordings. El disco incluyó una versión del tema de Bob Dylan «It Takes a Lot to Laugh, It Takes a Train to Cry» y la canción de Elizabeth Cotten «Shake Sugaree». Use Me, un nuevo trabajo publicado en 2011, incluyó artistas invitados, como Levon Helm, John Hiatt, Tim O'Brien, Dr. John, Keb' Mo', Los Lobos, Widespread Panic, Linda Ronstadt y Vince Gill.
Bromberg reside actualmente en Wilmington, Delaware, con su mujer, Nancy Josephon, y es dueño de una tienda de reparación y venta de violines. Ocasionalmente toca en el Grand Opera House de Delaware y en el World Cafe Live.

## Discografía
Álbumes en solitario
| - David Bromberg (1972) - Demon in Disguise (1972) - Wanted Dead or Alive (1974) - Midnight on the Water (1975) - How Late'll Ya Play 'Til? (1976) - Reckless Abandon (1977) - Out of the Blues: The Best of David Bromberg (1977) - Bandit in a Bathing Suit (1978) - My Own House (1978) | - You Should See the Rest of the Band (1980) - Long Way from Here (1987) - Sideman Serenade (1989) - The Player: A Retrospective (1998) - Try Me One More Time (2007) - Live: New York City 1982 (2008) - Use Me (2011) - Only Slightly Mad (2013) |

Como músico de sesión
| - Mr. Bojangles – Jerry Jeff Walker (1968) - Driftin' Way of Life – Jerry Jeff Walker (1969) - Sanders' Truck Stop – Ed Sanders (1969) - Things I Notice Now – Tom Paxton (1969) - Easy Does It – Al Kooper (1970) - Stonehenge – Richie Havens (1970) - Tom Paxton 6 – Tom Paxton (1970) - Tom Rush – Tom Rush (1970) - Woodsmoke and Oranges – Paul Siebel (1970) - Wrong End of the Rainbow – Tom Rush (1970) - Self Portrait – Bob Dylan (1970) - New Morning – Bob Dylan (1970) - Jack-Knife Gypsy – Paul Siebel (1970) - Buzzy Linhart Is Music – Buzzy Linhart (1971) - Sha Na Na – Sha Na Na (1971) - Carly Simon – Carly Simon (1971) - Blue River – Eric Andersen (1972) - Diamonds in the Rough – John Prine (1972) - Dobro – Mike Auldridge (1972) - Jerry Jeff Walker – Jerry Jeff Walker (1972) - Old Dan's Records – Gordon Lightfoot (1972) - Subway Night – David Amram (1972) - Be What You Want To – Link Wray (1973) - All American Boy – Rick Derringer (1973) - Breezy Stories – Danny O'Keefe (1973) - Garland Jeffreys – Garland Jeffreys (1973) - Shotgun Willie – Willie Nelson (1973) - Have a Good Time for Me – Jonathan Edwards (1973) - Somebody Else's Troubles – Steve Goodman (1973) - That's Enough for Me – Peter Yarrow (1973) - Full Moon – Kris Kristofferson y Rita Coolidge (1973) - Texas Tornado – Doug Sahm (1973) | - Ringo – Ringo Starr (1973) - Blues and Bluegrass – Mike Auldridge (1974) - Phoebe Snow – Phoebe Snow (1974) - Johnny Shines & Co., Vol. 2 – Johnny Shines (1974) - One of These Nights – The Eagles (1975) - Hillbilly Jazz – Vassar Clements (1975) - Tales from the Ozone – Commander Cody and His Lost Planet Airmen (1975) - It Looks Like Snow – Phoebe Snow (1976) - Took a Long Time – Magna Carta (1977) - Goodbye Blues – Country Joe McDonald (1977) - Ringo the 4th – Ringo Starr (1977) - Live at McCabes – Paul Siebel (1978) - Even a Green Day – Tom Paxton (1983) - Red to Blue – Leon Redbone (1985) - I've Got a Rock in My Sock – Rory Block (1986) - Best Blues and Originals – Rory Block (1987) - Jim Post & Friends – Jim Post (1987) - John Prine Live – John Prine (1988) - Murder of Crows – Joe Henry (1989) - Mr. Cover Shaker – Johnny Shines (1992) - Picture Perfect Morning – Edie Brickell (1993) - Catfish for Supper – Jon Sholle (1996) - Relax Your Mind – Jay Ungar (2003) - My Last Go Round – Rosalie Sorrels (2004) - The Bootleg Series Vol. 8 – Tell Tale Signs: Rare and Unreleased 1989–2006 – Bob Dylan (2008) - King Wilkie Presents: The Wilkie Family Singers – King Wilkie (2009) - Bless My Sole – Angel Band (2010) - All My Friends Are Here – Arif Mardin (2010) - First Came Memphis Minnie – VV AA (2012) - Love for Levon: A Benefit to Save the Barn – Varios artistas (2013) - The Bootleg Series Vol. 10 – Another Self Portrait (1969–1971) – Bob Dylan (2013) - Live at Caffè Lena: Music From America's Legendary Coffeehouse (1967-2013) – VV AA (2013) |